# Markus Rumelhart

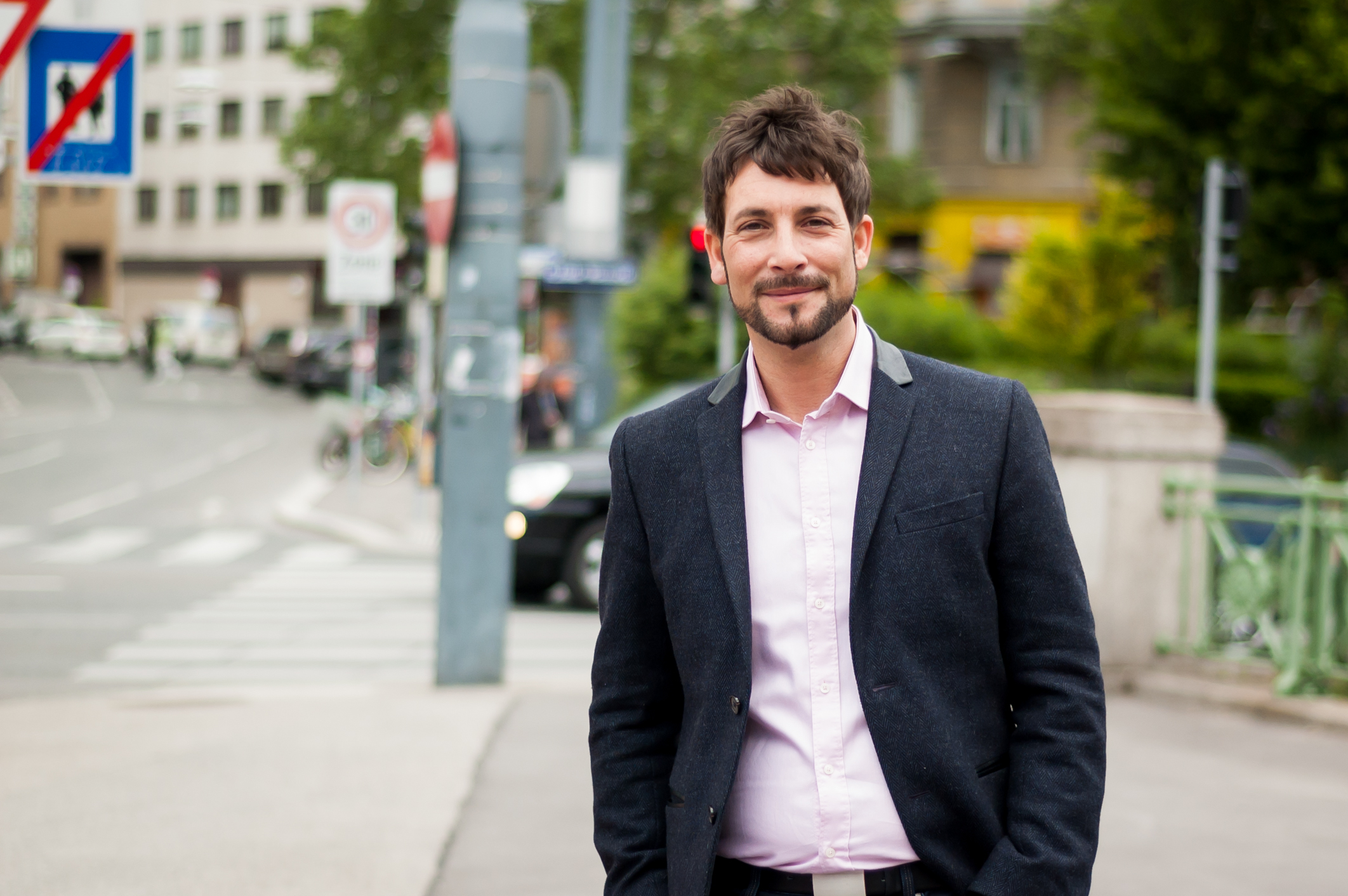
Markus Rumelhart (2014)

Markus Rumelhart (* 18. September 1975) ist ein österreichischer Politiker (SPÖ) und seit 2014 Bezirksvorsteher des 6. Wiener Gemeindebezirks Mariahilf.

## Leben
Nachdem Rumelhart 1991 die Schule in der Handelsschule Augartenstraße abgeschlossen hatte, wurde er 1991–1996 zum Bürokaufmann mit Schwerpunkt Steuersachbearbeitung ausgebildet. Ab 1996 hat er in der AIDS-Hilfe Wien in der Beratung und Betreuung gearbeitet. Im Jahr 2001 hat er als Büroleiter in den Fonds Gesundes Österreich (Gesundheit Österreich GmbH) gewechselt. Seine berufliche Laufbahn führte ihn 2007 in den Dachverband Wiener Sozialeinrichtungen als Referent für Arbeitsmarkt und Qualifizierung und als strategischen Partner für das Arbeitsmarktservice und den Wiener ArbeitnehmerInnen Förderungsfonds.
Markus Rumelhart war bei seinem Antreten einer der ersten offen homosexuellen Politiker Österreichs. Seit 18. Mai 2019 ist er mit dem Arzt Florian Rumelhart (ehemals Füssl) verheiratet.

## Politik
Am 1. Mai 2014 übernahm Rumelhart das Amt des Mariahilfer Bezirksvorstehers von seiner Vorgängerin Renate Kaufmann.
Dass sich Rumelhart im Mai 2017 im Rahmen der „Woche für Beruf und Weiterbildung“ – einer Veranstaltungsreihe von Wiener ArbeitnehmerInnen Förderungsfonds (waff), AMS, VHS und MA17 – in der Imam-Ali-Moschee mit deren Imam Erich Waldmann fotografieren ließ, stieß auf Kritik von Seiten der FPÖ, da Waldmann einer der Hauptredner des antiisraelischen Al-Quds-Marsches war. Rumelhart betonte dagegen, dass Waldmann im Bezirk „ein kooperativer Partner“ und aktives Mitglied der örtlichen interreligiösen Plattform sei, und dass man ausschließlich über bessere Chancen am Arbeitsmarkt gesprochen habe. Dieser Kontakt Rumelharts mit Waldmann wurde im Antisemitismus-Bericht 2017 des Forums gegen Antisemitismus kritisch erwähnt.